# 矢部太郎
矢部 太郎（やべ たろう、1977年6月30日 - ）は、日本のお笑いタレント、漫画家。吉本興業所属。カラテカのボケ担当。
東京都東村山市出身。父は絵本作家のやべみつのり。愛称はタロウちゃんなど。先輩に同じ苗字であるナインティナインの矢部浩之がいるため「カラテカ矢部」とも紹介される。

## 来歴・特徴
- 東村山市立東村山第四中学校卒業、東京都立保谷高等学校卒業[1]、東京学芸大学除籍（単位不足のため[2]）[3]。
- 高校生の時、同級生だった入江慎也に誘われ[1]、断りきれずコンビを組み、芸人を目指す。プロにはなれないだろうと大学に進学したが、吉本の劇場オーディションに合格し、芸能界入りした[3]。
- 身長158cmに対し、体重は41kgで、BMIは16.4とかなり痩せている[4]。ウエストは61cm。血液型はAB型。
- 趣味は読書、音楽鑑賞、ファミコン。特技は絵画、空手[3]。学生の頃に読んだ『飛ぶ教室』『星の王子さま』『ちびまる子ちゃん』に影響を受けたと語っている[3]。また、元々つげ義春、西原理恵子、吉田戦車、益田ミリなどの多くのエッセイ漫画が好きだったともコメントしている[5]。
- 『決定!これが日本のベスト100全国一斉○○テスト』では伊集院光らを抑え雑学王に輝いた。
- 自身初の全国区番組レギュラーとなった進ぬ!電波少年の企画「●●人（●●には国籍や人種が入る）を笑わしに行こう」で、11か月でスワヒリ語、モンゴル語、朝鮮語、コイサンマン語の4か国語を身につける。後にテレビで中国語にも生徒役で出演したので、5か国語を学んだことになる。
- つかこうへい作演出の作品など舞台への出演も多い。
- 2004年『新選組!』でNHK大河ドラマに初出演。演じた阿比留鋭三郎は病弱だったという理由で矢部がキャスティングされた[6]。
- 2007年3月に気象予報士の資格を取得。「福井敏雄の後を継ぎたい」というのがきっかけ[7][8]。
- 2016年からは『小説新潮』に矢部と矢部が住む家の大家との日常を描いた漫画「大家さんと僕」を連載[9]、次第に評判を呼ぶようになり、2017年10月に発売された単行本は21万部を突破し[10]、2018年4月には第22回手塚治虫文化賞短編賞を受賞している[11]。これは同賞としてはお笑い芸人および本職の漫画家以外が作画した作品として初の受賞となった[12]。同年8月23日、“大家さん”が他界したことを自身のTwitterを通じて明らかにし、その死を悼んだ[13]。2020年2月21日、『大家さんと僕』がNHK総合テレビにてアニメ化されることが発表された。同年3月2日から6日まで5夜連続で放送[14]。矢部太郎役は上川周作、大家さん役は渡辺菜生子が務める。主題歌は矢野顕子が書き下ろした楽曲『大家さんと僕』[15][16]。
- 2021年9月16日発売の週刊漫画雑誌『モーニング』（2021年42号）誌上にて、連載漫画「楽屋のトナくん」がスタート。矢部にとって初の週刊連載作品である[17]。

## エピソード
- 2007年3月13日放送のTBS『はなまるマーケット』にて、気象予報士として第1歩を踏みだした。
  - また、2007年3月30日放送のフジテレビ『アパッチナイトフジ』にて2度目の天気予報を行った。
  - ブログでは気象庁の天気予報を掲載していた時期があり、現在はツイッター天気予報を掲載しているが、閲覧者のリクエストで細かい天気予報をリクエストされ、その都度調べて掲載している。
- ナインティナインの矢部浩之からは「太郎くん」と呼ばれている。
- TM NETWORKの『CASTLE IN THE CLOUDS（YABE VERSION）』は、日本テレビ開局50周年・吉本興業創業90周年プロジェクト「Laugh&Peace 笑いはニッポンを救う。」のキャンペーンソングであり、『進ぬ!電波少年』に出演していた矢部の応援歌として作られた。
- 自宅では漢字検定などの勉強をして過ごすことが多い。
- 食事は非常に良く噛むため、食べ終わるまでに時間がかなりかかる。トンカツの衣をとって食べるほど、脂っこいものが苦手。
- 趣味は歯ブラシ収集。日本の製品のみならず、世界各国の歯ブラシを集めている。
- 2010年6月に『世界笑える!ジャーナル』で花嫁候補を募集し2か月も経たないうちに挙式する企画を行ったが、1名に絞った最終候補が生放送中に現れず失敗に終わる。その女性との連絡は続けたが交際には発展しなかった[18]。
- 2018年10月22日放送の医療バラエティー番組『名医のTHE太鼓判!』（TBS）で受けた検査の結果、体脂肪4.8%で栄養失調の状態にあることが指摘される[19]。
- 2018年10月24日放送の『水曜日のダウンタウン』（TBS）にて、1週間梅干しだけを食べて生活する企画に挑戦。番組側の本当の企画としては『1週間○○生活 目を離したらやっぱり他のもん食っちゃう説』という説の検証であり、1週間トマト生活に挑戦したおたけと、1週間釣った魚だけで生活に挑戦したバイきんぐ西村は番組側の仕掛けに引っ掛かり失敗に終わったが、ただ1人番組からの誘惑に負けることなく、1週間梅干し生活を見事成功させた[20]。
- 絵本作家の五味太郎のドキュメンタリー[21]を見て、チェロを習い始める[22]。

## 出演

### バラエティ番組
- クイズ!ヘキサゴンII（フジテレビ）※不定期
- デジタルの根性（2007年、日本テレビ）[23]
- 進ぬ!電波少年（1998年 - 2002年、日本テレビ） - コーナー「電波少年的○○人を笑わしに行こう」
  - 電波少年的放送局（2002年 - 2003年、CS日本）
- 所さんの学校では教えてくれないそこんトコロ!（テレビ東京）
- 筋肉番付（『Perfect Physical Project』に出演）
- 金髪先生 （第四期）（1996年 - 1998年、テレビ朝日）
- 特命リサーチ200X（1996年 - 2002年、日本テレビ） - 桜田信二 役
- いきなり!黄金伝説。（テレビ朝日）
- HAMASHO（風俗刑事） - 情報屋
- 虎の門 しりとり竜王戦（テレビ朝日）
- エンタの神様（日本テレビ）せっけん名義で出演（鉄拳に似たネタをやらされていた）。
- プロの半笑い（CSファンダンゴTV）- 脱童貞企画「CHERRY BOYS」に出演。
- 明日使える心理学!テッパンノート（TBS） - 矢部太郎と一緒に暮らすと痩せられるかという内容。
- 撮りッたがり決死隊 トッターマンDS（テレビ東京）
- リンカーン（TBS） - オトン相撲にて父・やべみつのりと共に出演。
- ガリベン!（テレビ朝日）※準レギュラー、月2、3回程度
- あらびき団（TBS） - ガリットチュウ福島・Bコース タケトと共に「福島プロダクション」として出演
- オレワン（フジテレビ）※不定期
- めちゃ×2イケてるッ! お笑い芸人歌がへたな王座決定戦スペシャル（2010年6月12日、フジテレビ） ※入江も付き添いで出演
- 土曜スペシャル（テレビ東京）
- 漫画ゴルファー矢部（テレビ静岡）
- ゴロウ・デラックス（2018年4月12日、TBS） - 課題図書として「大家さんと僕」を携えて出演
- 世界一受けたい授業（2018年7月28日、日本テレビ） - 講師として「大家さんと僕」を携えて出演
- くりぃむクイズ ミラクル9（テレビ朝日）
- たけしのニッポンのミカタ!（テレビ東京）
- 8っちのたそがれごはん（2021年、NHK BSプレミアム）

### その他のテレビ番組
- テレビで中国語（2014年度、NHK Eテレ） - 生徒
- ウッティタウン6丁目（2016年1月 - 2020年3月、テレビ山梨）
- スゴろく（2020年3月 - 、テレビ山梨） - 火曜レギュラー
- 脱炭素の未来（2022年9月19日、テレビ北海道） - ナビゲーター
- Eテレ0655&2355（NHK Eテレ） - レギュラー

### 映画
- GO-CON!（2000年）
- 零 ゼロ（2003年）
- ババアゾーン（2004年）
- 晴れたらポップなボクの生活（2006年）
- 恋するマドリ（2007年）
- 相棒（2008年） - 警官 役（クレジットなし）
- コスプレ探偵（2009年）
- 漫才ギャング（2011年）
- 月光ノ仮面（2012年）
- 恐竜を掘ろう（2013年、大和田伸也監督） -
- ヒノマル♪ドリーム（2013年） - 田部太郎 役
- グレイトフルデッド（2014年、内田英治監督） - 村佐古 役
- 家族ごっこ Episode5『高橋マニア』（2015年、内田英治監督）
- 珍遊記（2016年2月27日、山口雄大監督） - 賞金稼ぎのザコ 役
- 屋根裏の散歩者（2016年7月23日、窪田将治監督）
- 獣道（2017年7月15日、内田英治監督）
- 蠱毒 ミートボールマシン（2017年8月19日、西村喜廣監督） - 高橋 役
- 美人が婚活してみたら（2019年3月23日、大九明子監督） - 荒木 役
- 爆裂魔神少女 バーストマシンガール（2019年11月22日、小林勇貴監督）
- ラストレター（2020年1月17日、岩井俊二監督） - 郵便局員 役
- 劇場版 仮面ライダーゼロワン REAL×TIME（2020年12月18日、杉原輝昭監督） - ブガの本体 役[24]
- きまじめ楽隊のぼんやり戦争（2021年3月26日、池田暁監督） - 仁科 役
- トシエ・ザ・ニヒリスト（2021年7月14日、マシュー・チョジック監督） - 彼氏 役

### テレビドラマ
- 大河ドラマ（NHK）
  - 新選組! 第16回 - 第18回（2004年5月9日 - 23日） - 阿比類鋭三郎 役
  - 光る君へ（2024年1月7日 - 12月15日） - 乙丸 役[25][26]
- 恋する!?キャバ嬢 第7話（2006年、テレビ東京）
- 刑事侍（2012年、NHK Eテレ） - 佐々木幸次郎 役
- 地獄先生ぬ〜べ〜 第2話（2014年、日本テレビ） - サトリ 役
- 木曜時代劇「まんまこと〜麻之助裁定帳〜」（2015年、NHK） - 太郎兵衛 役
- シリーズ・江戸川乱歩短編集 第2弾『妖しい愛の物語』「黒手組」（2016年、NHK BSプレミアム） - 牧田 役
- リーガルV〜元弁護士・小鳥遊翔子〜 第6話・第7話（2018年、テレビ朝日） - 塩見一郎 役
- Iターン 第1話・第6話（2019年7月、テレビ東京）
- びしょ濡れ探偵 水野羽衣 第4話（2019年7月、テレビ東京） ‐ 木村浩二 役
- ミラー・ツインズ 第2話・第6話（2019年4月、東海テレビ）  - 根本 役
- Eうた♪ドラマ「歌のおじさん Eたん」（2019年12月23日・24日・25日、NHK Eテレ） ‐ 主演・歌の妖精“Eたん” 役
- 就活生日記 第1話・第4話・第5話（2020年3月、テレビ東京） - 宮木 役
- ショートショート劇場「こころのフフフ」（2021年8月、WOWOWプライム）
- 日曜劇場「19番目のカルテ」（2025年7月13日 - 、TBS系） - 天白龍馬 役

### ウェブドラマ
- 全裸監督 2・3話（2019年8月全話配信、Netflix） - ビニ本カメラマン・井上 役

### オリジナルビデオ
- 裏麻雀美神列伝 潰し屋レイカ（2013年）
  - 裏麻雀美神列伝 脱がせの美咲 （2013年）

### 舞台
- 幕末純情伝 龍馬を斬った女（2008年、作・演出：つかこうへい） - 土方歳三 役
- ゼブラ（2009年、作・演出：田村孝裕）
  - ゼブラ（2018年12月4日 -9日、東京芸術劇場シアターイースト、脚本・演出：田村孝裕、劇団ONEOR8公演）
- 飛龍伝2010（2010年、作・演出：つかこうへい）
- ファンタスティックス（2010年、宮本亜門演出ミュージカル）
- ペノザネオッタ（2011年、作・演出：田村孝裕 劇団ONEOR8公演）
- ええから加減（2012年、作・演出：田村孝裕） - 野尻タツオ 役
- 世界は嘘で出来ている（2014年10月21日 - 29日：ザ・スズナリ、10月16日・17日：穂の国とよはし芸術劇場PLATアートスペース、脚本・演出：田村孝裕、劇団ONEOR8公演）
  - 世界は嘘で出来ている（再演）（2017年4月2日 - 16日：ザ・スズナリ、4月15日・16日：一心寺シアター倶楽、脚本・演出：田村孝裕、劇団ONEOR8公演）
- 聖☆明治座・るの祭典 〜あんまりカブると怒られちゃうよ〜（2014年12月、明治座） - 栗山善助 役
- THE BAMBI SHOW〜1st STAGE〜（2016年7月、新宿村LIVE）
- 戦士たちの憂鬱（2016年9月、作・演出：窪田将治  新宿シアターモリエール）
- 舞台「ゲゲゲの鬼太郎」（2022年7月29日 - 8月15日：明治座・8月19日 - 28日：梅田芸術劇場） - 子泣きじじい 役[27]
- 千一夜（2022年11月26日 - 12月4日、新宿シアタートップス、作・演出：田村孝裕、劇団ONEOR8公演）
- 誕生の日（2025年1月23日 - 2月2日、下北沢ザ・スズナリ、作・演出：田村孝裕、劇団ONEOR8公演）[28]
- また本日も休診〜山医者のうた〜（2025年10月11日 - 15日〈予定〉：博多座・10月23日 - 11月2日〈予定〉：明治座・11月6日〈予定〉：栃木県総合文化センター・11月22日〈予定〉：やまぎん県民ホール 大ホール・作・演出：田村孝裕）[29]

### テレビアニメ
- おじゃる丸（2024年、NHK Eテレ） - 乙丸 役

### 劇場アニメ
- Genius Party＜ジーニアス・パーティ＞「デスティック・フォー」（2007年）

### OVA
- まかせてイルか!（2004年） - 男子高生 役

### ラジオ
- TOKYOFM 特別番組「陛下と僕」（2019年1月6日 ‐ 4月28日、TOKYOFM、全4回／毎週日曜日19:00 ‐ 19:55） ‐ MC[30]
- アフター6ジャンクション（TBSラジオ） - 「最新推薦図書」紹介及び2019年より11月限定「秋の推薦図書月刊」などに出演

### PV
- 「伝えてよ」（スネオヘアー）
- 「カリスマヒーロー」（Who the Bitch）
- 「Big Blue Ocean」（押尾コータロー）

### CM
- キリンビバレッジ 生烏龍茶 - 小津一生 役
- 伊藤ハム「壱番亭 焼肉なかま」
- ロッテ トッポ - カッパ 役
- NEC VALUESTAR W
- ジョージア エメラルドマウンテンクリアブラック「朝のブラック派面接」篇

### ウェブ
- ヨミドクター「ウエルネスとーく」
  - 2024年7月5日『お笑い芸人と漫画家の二足のわらじ　「光る君へ」にも出演…冷え性対策は「絹、綿、絹、綿」』［矢部太郎さん］（上）
  - 2024年7月14日『認知症患者と家族の日常を描いた「マンガ　ぼけ日和」　介護する人の不安をとりのぞいてくれるものとは？』［矢部太郎さん］（下）

## 作品

### 書籍
単著
- 語学の脳みそ―11ヵ月で4ヵ国語をマスターした僕の語学のツボ（2002年12月1日、ワニブックス刊（以下略）、ISBN 4-8470-1479-0）
- 大家さんと僕（2017年10月31日、新潮社、ISBN 978-4-10-351211-0）[31]
  - 大家さんと僕（2024年7月、新潮文庫、ISBN 978-4-10-105361-5）
- 大家さんと僕 これから（2019年7月25日、新潮社、ISBN 978-4-10-351213-4）
  - 大家さんと僕 これから（2024年8月、新潮文庫、ISBN 978-4-10-105362-2）
- ぼくのお父さん（2021年6月17日[32]、新潮社、ISBN 978-4-10-351214-1）
- 楽屋のトナくん（1）（2022年10月21日、講談社、ISBN 978-406-529518-2）
  - 楽屋のトナくん（2）（2023年3月23日、講談社、ISBN 978-406-530893-6）
  - 楽屋のトナくん（3）（2023年10月23日、講談社、ISBN 978-406-533304-4）
  - 楽屋のトナくん（4）（2024年6月21日、講談社、ISBN 978-4065358597）
  - 楽屋のトナくん（5）（2025年3月21日、講談社、ISBN 978-4065389102）
- プレゼントでできている（2024年3月27日、新潮社、ISBN 978-4-10-351215-8）
- 矢部太郎の光る君絵（2024年12月23日、東京ニュース通信社、ISBN 978-4065386415）
- ご自愛さん（2025年6月30日、PHP研究所、ISBN 978-4569859385）

共著
- 「大家さんと僕」と僕（2019年6月25日、新潮社、ISBN 978-4-10-351212-7）
- マンガ ぼけ日和（2023年2月8日、かんき出版、ISBN 978-4761276515）

イラスト
- サンタクロース少年の冒険（2019年11月28日、ライマン・フランク・ボーム著、畔柳和代訳、新潮社、ISBN 978-4102181522）
- ボケ日和（2021年4月21日、長谷川嘉哉著、かんき出版、ISBN 978-4-7612-7544-0）
- 星の王子さま（2021年6月16日、サン＝テグジュペリ著、加藤かおり訳、ポプラ社、ISBN 978-4-591-17039-7）
- 紙芝居 うさぎとかめ（2021年8月5日、やえがし なおこ著、 やべみつのり & 矢部太郎 イラスト、童心社、ISBN 978-4494093588）
- 超高齢社会と認知症について知る本（Gakken）
  - 第1巻 超高齢社会って何?（2023年2月9日、ISBN 978-4055013949）
  - 第2巻 認知症って何?（2023年2月9日、ISBN 978-4055013956）
  - 第3巻 健康に年をとるために（2023年2月9日、ISBN 978-4055013963）
- 10歳からの もっと考える力が育つ20の物語　二代目童話探偵シナモンの「ちょっとちがう」読み解き方（2023年6月15日、石原健次著、アスコム、ISBN 978-4776212782）

翻訳
- Mo Story 子猫のモー（2024年5月29日、チェ・ヨンジュ著、玄光社、ISBN 978-4768319116）

その他
- 展覧会図録『おひさま　矢部太郎の漫画』（2024年5月15日、永岡綾 編集、Blue Sheep、ISBN 978-4908356551）[33]

### 雑誌連載
- ダイヤモンドZAi「ミニ株バトル」（2007年8月号 - ）
- 朝日小学生新聞「空を見上げて」
- 小説新潮「大家さんと僕」（2016年4月号 - 2017年6月号）[9]
- 週刊新潮「大家さんと僕」（2018年5月3・10日ゴールデンウィーク特大号 - 2019年3月28日号）[34]
- 小説新潮「ぼくのお父さん」（2020年5月号 - ）
- モーニング「楽屋のトナくん」（2021年42号 - ）[35] - 初の週刊連載漫画
- 週刊新潮「プレゼントと僕」（2023年1月5・12日新年特大号 - ）[36]
- JAF Mate『のりものメモリー』（2023年春号 - ）

### Web連載
- PeLuLu「ニームの森」

### その他の活動
- 手塚治虫文化賞・選考委員 - 第25回（2021年）から

### 動画
- 矢部太郎「保護司さんと僕」法務省主唱“社会を明るくする運動”コラボCM 編集 : twotwotwo (2020年7月)
- 東京都こども基本条例解説動画 小学校低学年向け 『ねこちゃん』小学校高学年向け 『公園にて』作品 : 矢部太郎×こどもクリエイター 編集 : twotwotwo (2024年2月)